# インドネシア国際モーターショー
インドネシア国際モーターショー（インドネシアこくさいモーターショー、Indonesia International Motor Show, IIMS）はインドネシア・ジャカルタで毎年夏に開催されるモーターショーである。

## 概要
インドネシア自動車工業会（ガイキンド、GAIKINDO）が主催する。1986年に前身となるガイキンド自動車展示会が開催され、OICA（国際自動車工業連合会）によって国際自動車展示会に認定された2006年に現在の名称に変更された。

## 2013年
21回目となる2013年のショーは9月19日から9月29日までジャカルタ国際展示場 (JIExpo) にて開催。

## 2012年
20回目となる2012年のショーは9月20日から9月30日までジャカルタ国際展示場 (JIExpo) にて開催。
出展車種：
- ダイハツ・アイラ[2][3]
- トヨタ・アギア[2][3]

## 2011年
19回目となる2011年のショーは7月22日（一般公開は7月23日）から7月31日までジャカルタ国際展示場 (JIExpo) にて開催。
出展車種：
- アウディ・A6（ASEAN初公開）
- ダイハツ A-コンセプト
- ダイハツ・シリオン
- ジーリー・LC（インドネシア初公開）
- ホンダ・フィットEV（インドネシア初公開）
- ヒュンダイ・グランドアヴェガ（インドネシア初公開）
- マツダ2 フェイスリフト
- スズキ・コンセプト-G
- トヨタ・フォーチュナー フェイスリフト（インドネシア初公開）
- トヨタ・ハイラックス フェイスリフト（インドネシア初公開）
- トヨタ・キジャンイノーバ フェイスリフト

## 公式サイト
公式サイト（英語）